# Jensens Bøfhus

Restaurante Jensens Bøfhus, em Estocolmo.

Jensens Bøfhus é uma cadeia dinamarquesa de restaurantes. Possui acima de 30 restaurantes na Dinamarca, na Suécia, na Alemanha. e na Noruega. Na Dinamarca, é possível encontrar restaurantes desta cadeia na maior parte das cidades grandes, como por exemplo Aalborg, Århus, Odense, Herning, Horsens, Kolding, Vejle, Svendborg, Roskilde, Næstved e na grande Copenhaga.
Na Suécia, existem 6 restaurantes em Malmö, Örebro, Jönköping, Gotemburgo, Västerås e 2 em Estocolmo. A cadeia abriu um restaurante em Lubeque, na Alemanha, prevendo-se a abertura de outros restaurantes naquele país no futuro. Na Noruega, abriu um restaurante em Oslo.
Como o nome indica, significando bøf carne de bovino e hus casa, em Dinamarquês, a sua ementa é fundamentalmente constituída por bifes, com diversos molhos. Dispõe ainda de pratos de frango e peixe, assim como de menus para crianças. Uma das suas mais conhecidas sobremesas é o gelado, que se pode consumir quantas vezes se quiser, por um preço fixo. O seu lema é, em dinamarquês, Store bøffer Små priser, significando «bifes grandes, preços pequenos».